# Ludwig Schlögel
Ludwig Schlögel (* 5. Mai 1855 in Aussig an der Elbe; † 15. Januar 1894 in Pula, Istrien) war ein tschechischer Komponist, Hornist und Militärkapellmeister aus der Österreichisch-Ungarischen Monarchie.

## Leben und Werk
Von 1868 bis 1873 studierte Ludwig Schlögel am Prager Konservatorium Horn.
Er hatte dann verschiedene Engagements als Erster Hornist inne. Ab 1876 wirkte er als Kapellmeister am Stadttheater in Marburg an der Drau, dem heutigen Maribor, am Viktoriatheater in Frankfurt am Main sowie am Residenztheater in Hannover. Von 1879 bis 1882 wirkte er als Militärkapellmeister im Infanterieregiment 62. Von 1891 bis 1894 wirkte er als Marinekapellmeister. Sein Nachfolger in dieser Position war Franz Lehár. Ludwig Schlögel spielte mit seiner Kapelle bei der Internationalen Ausstellung für Musik- und Theaterwesen 1892 in Wien. Laut zeitgenössischer Berichterstattung war er ein ernst zu nehmender musikalischer Konkurrent von Johann Strauß (Sohn).
Eine seiner bekanntesten Kompositionen war der Marsch Wiener Schwalben.